# Neòfit IV
Neòfit IV (en grec Νεόφυτος Δ') va ser patriarca de Constantinoble del 27 de novembre de 1688 al 7 de març de 1689.
Havia estat metropolità d'Adrianòpolis. Va ocupar la seu de Constantinoble substituint al patriarca Cal·línic II, però a causa del seu comportament va ser destituït, i Cal·línic II va tornar a la seu.